# Драшковић (Брезница)
Драшковић је насељено место у саставу општине Брезница у Вараждинској жупанији, Хрватска. До територијалне реорганизације у Хрватској налазио се у саставу старе општине Нови Мароф.

## Историја
Место је назив добило по некадашњој хрватској грофовској породици Драшковић "от Тракошћана".

## Становништво
На попису становништва 2011. године, Драшковић је имао 415 становника.

## Попис1991.
На попису становништва 1991. године, насељено место Драшковић је имало 453 становника, следећег националног састава:
| Попис 1991.‍ | Попис 1991.‍ | Попис 1991.‍ | Попис 1991.‍ | Попис 1991.‍ |
| ----------- | ----------- | ----------- | ----------- | ----------- |
|             |             |             |             |             |
| Хрвати      | Хрвати      |             | 453         | 100%        |
| укупно: 453 |             |             |             |             |